# Forrest Landis
Pour les articles homonymes, voir Landis.
Forrest Landis est un acteur américain né le 9 août 1994 à Indianapolis, Indiana (États-Unis).

## Filmographie
- 2003 : Treize à la douzaine (Cheaper by the Dozen) : Mark Baker
- 2005 : Little Athens : Kevin
- 2005 : La Porte des secrets (The Skeleton Key) : Martin Thorpe
- 2005 : Flight Plan (Flightplan) : Rhett Loud
- 2005 : Treize à la douzaine 2 (Cheaper by the Dozen 2) : Mark Baker
- 2008 : Spy School de Mark Blutman : Thomas Miller